# جوجل ورك سبيس
جوجل ورك سبيس (بالإنجليزية: Google Workspace)‏ والمعروفة سابقًا باسم جي سويت (بالإنجليزية: G Suite)‏ أو Google Apps for Work و Google Apps for Business؛ هي حزمة من إنتاجية الحوسبة السحابية وأدوات البرمجيات التعاونية والبرمجية المقدمة باشتراك من قبل جوجل.
تتضمن Google Apps for Work تطبيقات الويب الشائعة لـ Google؛ بما في ذلك جيميل وجوجل درايف وجوجل هانج آوتس وتقويم Google وجوجل دوكس. على الرغم من أن هذه المنتجات تتوافر مجانًا، فإن Google Apps for Work تضيف ميزات مخصصة للمؤسسات مثل تخصيص عناوين بريد إلكتروني على نطاقك (yourcompany.com@) بمساحة تخزين لا تقل عن 30 غيغابايت مخصصة للمستندات والبريد الإلكتروني، وتقديم دعم على مدار 24 ساعة في اليوم 7 أيام في الأسبوع. وبعتبارها أحد حلول الحوسبة السحابية، تنتهج Google نهجًا يختلف عن برمجيات الإنتاجية المكتبية المتاحة في السوق، وذلك باستضافة معلومات العملاء في شبكة من مراكز بيانات آمنة لدى Google،  بدلاً من الخادم الداخلي التقليدي الموجودة داخل الشركات.
وفقًا لشركة Google، يستخدم ما يزيد عن 5 ملايين مؤسسة في جميع أنحاء العالم Google Apps؛ بما في ذلك نسبة 60% من شركات فورتشين 500.

## السجل
- 10 فبراير 2006 - أطلقت شركة Google تطبيق Gmail لاختبار نطاقك في جامعة سان خوسية، وذلك باستضافة حسابات جيميل مع عناوين نطاق جامعة سان خوسيه وأدوات المشرف لإدارة الحسابات.[7]
- 28 أغسطس 2006 - أطلقت Google Apps for Your Domain Google، مجموعة من التطبيقات للمؤسسات. وبعتبارها منتج بيتا متوافر مجانًا تتضمن Google Apps for Work تطبيقات Gmail وجوجل توكوتقويم Google وGoogle page creator التي تم استبدالها بمواقع Google. حدد ديف جيروارد، الذي أصبح فيما بعد نائب رئيس شركة Google والمدير العام للشركة، ميزات Google Apps for Work لعملائها من الشركات: «يمكن أن تسمح المؤسسات لGoogle بأن تكون خبيرة في تقديم بريد إلكتروني ورسائل وخدمات أخرى قائمة على الويب عالية الجودة، بينما تركز المؤسسات على احتياجات المستخدمين وأعمالها التجارية اليومية.»[8]
- 10 أكتوبر 2006 - تم الإعلان عن إصدار للمدارس، المعروف باسم Google Apps for Education.[9]
- 22 فبراير 2006 - قدمت Google إصدارًا مميزًا لGoogle Apps، ويختلف عن الإصدار المجاني في تقديم المزيد من سعة التخزين (10 غيغابايت لكل حساب)، وواجهة برمجة التطبيقات لدمج الشركات، واتفاق مستوى الخدمة بمدة تشغيل تصل إلى 99.9%. وتبلغ تكلفة الإصدار المميز لGoogle Apps جوجل 50 دولارًا لكل حساب مستخدم سنويًا. ووفقًا لGoogle، تضمن أوائل المستخدمين للإصدار المميز لGoogle Apps شركة بروكتر وغامبل ومستشفى خليج سان فرانسيسكو لطب الأطفال وSalesforce.com.[10]
- 25 يونيو 2007 - أضافت Google عددًا من الميزات لGoogle Apps؛ بما في ذلك خدمة ترحيل البريد الإلكتروني، والتي تسمح للعملاء بنقل بيانات البريد الإلكتروني الموجودة من خادم بروتكول الوصول إلى رسائل الإنترنت (IMAP).[11] أشارت إحدى مقالات ZDNetإلى أن Google Apps قدمت في الوقت الحالي أداة للانتقال من الخادم التبادلي الشائع وLotus Notes، ووضع Google كبديل لشركة مايكروسوفت وآي بي إم.[12]
- 3 أكتوبر 2007 - بعد الحصول على خدمة Postini بشهر، أعلنت Google عن إضافة خدمة أمن البريد الإلكتروني عند بدء التشغيل وخيارات التوافق إلى الإصدار المميز لGoogle Apps. يتمتع العملاء في الوقت الحالي بالقدرة على تهيئة رسائل السخام وتصفية فيروس الحاسوب، وتنفيذ سياسات الاستبقاء، واستعادة الرسائل المحذوفة، ومنح المسؤولين إمكانية الوصول إلى جميع رسائل البريد الإلكتروني.[13]
- 26 فبراير 2008 - قدمت Google مواقع Google، وهي أداة بسيطة جديدة لGoogle Apps، تُستخدم لإنشاء إنترانت ومواقع ويب للفرق.[14]
- 9 يونيو 2010 - أطلقت Google خدمة تزامن Google Apps لـمايكروسوفت آوتلوك، وتعد هذه الخدمة مكونًا إضافيًا يسمح للعملاء بمزامنة كلٍ من البريد الإلكتروني الخاص بهم والتقويم وبيانات الاتصال بين Outlook وGoogle Apps .[15]
- 7 يوليو 2010 - أعلنت Google عن أن الخدمات المتضمة ضمن Google Apps - Gmail وتقويم Google ومستندات Google وGoogle Talk - لم تعد خدمات تجريبية.[16]
- 9 مارس 2010 - افتتحت Google Apps Marketplace Google، متجر عبر الإنترنت لتطبيقات الشركات الأخرى التي تتكامل مع Google Apps، لتسهيل Google Apps للمستخدمين وللبرمجيات؛ وذلك للقيام بأنشطة تجارية على السحاب. تضمن البائعين المشاركين شركات Intuit وAppirio وAtlassian.[17]
- 26 يوليو 2010 - قدمت Google Apps for Government Google، أحد إصدارات Google Apps الي تم تصميمها لتلبية احتياجات مجالي السياسة والأمن الفريدين من نوعهما في القطاع العام. وتم الإعلان أيضًا عن أن Google Apps أصبحت أول حزمة من التطبيقات السحابية لتلقي شهادات واعتمادات قانون إدارة أمن المعلومات الفيدرالية (FISMA)[18]
- 26 فبراير 2011 - بعد خمس سنوات تقريبًا من إطلاق Google Apps، أعلنت Google أن المؤسسات التي لديها أكثر من 10 مستخدمين لم تعد مؤهلة بعد للحصول على الإصدار المجاني من Google Apps. يجب على تلك المؤسسات الاشتراك في الإصدار المدفوع، المعروف باسم Google Apps for Business. وتم أيضًا وضع خطة مرنة لكيفية دفع رسوم الاشتراك، ومنح العملاء خيار دفع 5 دولارات لكل مستخدم شهريًا بدون وجود التزام تعاقدي.[19]
- 28 مارس 2012 - أطلقت Google خدمة Google Apps Vault، اكتشاف إلكتروني اختياري وخدمة أرشفة لGoogle Apps لعملاء المؤسسات.[20]
- 24 إبريل 2012 - أطلقت Google تطبيق Google Drive، أحد الأنظمة الأساسية لتخزين الملفات ومشاركتها. تم منح كل مستخدم لGoogle Apps for Business مساحة تخزين 5غيغابايت على Drive، مع منح خيار شراء المزيد من السعة التخزينية.[21] أشار المراقبون إلى دخول Google سوق التخزين السحابي، والتنافس مع منافسين مثل دروبوكس وBox.[22]
- 6 ديسمبر 2012 - أعلنت Google عن أن إصدار Google Apps المجاني لم يعد متوافرًا للعملاء الجدد.[23]
- 13 مايو 2013 - زادت شركة Google من حصة التخزين على Drive للعملاء المشتركين في Google Apps. دمجت Google سعة الـ 25 غيغابايت المخصصة لـ Gmail والـ 5 غيغابايت المخصصة لـ Drive، مما أدى إلى زيادة المجموع الكلي للسعة إلى 30 غيغابايت لكل مستخدم، وبذلك يمكن استخدامها على مستوى جميع منتجات التطبيقات، بما في ذلك Gmail وGoogle Drive.[24]
- 10 مارس 2014 - أطلقت Google برنامج الإحالة لـ Google Apps، حيث يسمح للأفراد المشاركين بالحصول على مكافأة قدرها 15 دولارًا لكل مستخدم جديد لـ Google Apps يقومون بإحالته.[25]
- 25 يونيو 2014 - أعلنت Google عن تطبيق Drive for Work، أحد تطبيقات Google الجديدة التي تتيح إمكانية تخزين الملفات غير المحدودة، وتقديم تقارير تدقيق متقدمة، وضوابط أمنية جديدة بمبلغ قدره 10 دولارات شهريًا.[26]
- 2 سبتمبر 2014 - تمت إعادة تسمية شركة Google، قسم المنتجات التجارية لدى الشركة، رسميًا باسم Google for Work. ذكر إريك شميدت، الرئيس التنفيذي لشركة Google،” لم نخطط أبدًا لإنشاء «شركة تقليدية» - ولكن هدفنا كان إنشاء طريقة جديدة لأداء عملنا“ «لذا حان الوقت لشركتنا للوصول إلى ما تطمحه» ولإظهار هذا التغيير الكبير، تم تغيير اسم Google Apps for Business إلى Google Apps for Work.[27]
- 14 نوفمبر 2014 - النطاقات الثانوية غير مدعومة في إصدار Google Apps المجاني. لا يدعم إصدار Google Apps المجاني سوى الأسماء المستعارة للنطاقات.[28]

## المنتجات
تتكون مجموعة Google Apps لمنتجات وخدمات العمل من تطبيقات جيميل وتقويم Google وجوجل هانج آوتس وجوجل درايف ومواقع Google و+Google وخدمة Google Apps Vault. باستثناء خدمة Google Apps Vault،  جميع هذه التطبيقات مدرجة في الخطة الأساسية، بتكلفة 5 دولارات لكل مستخدم شهريًا أو 50 دولارًا لكل مستخدم سنويًا. تتضمن الحزمة المميزة، Drive for Work، خدمة Google Apps Vault، بالإضافة إلى توافر سعة تخزين غير محدودة بتكلفة قدرها 10 دولارات لكل مستخدم شهريًا.

### تطبيق Gmail
تم طرح تطبيق Gmail على نحو محدود في 1 إبريل 2004، ويعد أكثر خدمات البريد الإلكتروني شعبية في العالم. وأصبح هذا التطبيق متاحًا لجميع العملاء في 2007. وفقًا Google، هناك 425 مستخدمًا لـ Gmail اعتبارًا من يونيو 2012.
إن إصدار ال Gmail المجاني للمستهلك مدعوم بميزة الإعلانات النصية ذات الصلة بمحتويات رسائل البريد الإلكتروني للأشخاص. تتضمن الميزات الشائعة لـ Gmail أنه مزود بسعة تخزين 15 غيغابايت مجانية وخاصية المحادثات المتسلسلة وإمكانات البحث القوية وواجهة تشبه واجهة التطبيق.
وعلى الرغم من أن تطبيق Gmail في Google Apps for Work يعد مشابهًا للإصدار المجاني، إلا أنه يُضيف عددًا من الميزات المصممة للمستخدمين من الشركات.
ويتضمن الميزات التالية:
- بريد إلكتروني مخصص، بما في ذلك اسم نطاق العميل (yourcompany.com@)
- ضمان استمرار العمل بنسبة 99.9% مع نسبة صفر للتعطل المجدول من أجل الصيانة [37]
- مساحة تخزين بسعة 30 غيغابايت أو مساحة تخزين غير محدودة مشتركة مع Google Drive، وذلك وفقًا للخطة.
- عدم وجود إعلانات
- دعم للعملاء على مدار 24 ساعة في اليوم 7 أيام في الأسبوع
- تزامن Google Apps لـ Microsoft Outlook[36]

### Google Drive
تم إطلاق خدمة Google لتخزين الملفات والتزامن في 24 إبريل 2013،  بعد شائعات بدء التداول الأول للمنتج بمدة لا تقل عن ست سنوات. وصف إعلان Google الرسمي Google Drive بأنه «منصة يمكنك من خلالها إنشاء ومشاركة ودمج وحفظ جميع ملفاتك.» 
ومن خلال Google Drive، يمكن للمستخدمين تحميل أي نوع من الملفات على السحابة، ومشاركتها مع الآخرين، والوصول إليها من أي جهاز حاسوب، أو حاسوب لوحي، أو هاتف ذكي. يمكن للمستخدمين بكل سهولة مزامنة الملفات بين جهاز الحاسوب لديهم والسحابة مع أحد التطبيقات الموجودة على سطح المكتب بالنسبة لنظام التشغيل Mac وجهاز الحاسوب. ينشئ هذا التطبيق مجلدًا خاصًا على جهاز الحاسوب للمستخدم، وتتزامن جميع التغييرات التي أُجريت على الملفات مع تطبيق Drive الموجود على الويب ومع الأجهزة. يتضمن إصدار Google Drive للمستهلك مساحة تخزينية سعتها 15 غيغابايت يتم مشاركتها عبر Gmail وDrive وصور Google+.
نظرًا لتقديم تطبيق Google Drive كجزء من Google Apps for Work، يأتي تطبيق Google Drive بميزات إضافية مصممة لاستخدام الشركات. ويتضمن الميزات التالية:
- مساحة تخزين بسعة 30 غيغابايت أو مساحة تخزين غير محدودة مشتركة مع تطبيق Gmail، وذلك وفقًا للخطة.
- دعمًا للعملاء على مدار 24 ساعة في اليوم 7 أيام في الأسبوع
- أدوات تحكم تحافظ على خصوصية الملفات حتى يقرر العملاء مشاركتهم.
- تقديم تقارير وإجراء تدقيق متطور[41]

### مستندات وجداول بيانات Google وGoogle slides ونماذج Google
تتضمن Google Apps محررين عبر الإنترنت لإنشاء مستندات نصية أو تنسيق ملف المستندات وجداول بيانات ممتدة وعروض تقديمية واستبيانات. تم إطلاق مجموعة الأدوات لأول مرة في 11 أكتوبر 2006، بالنسبة لمستندات Google وجداول البيانات الممتدة.
يعمل كلٌ من مستندات وجداول وGoogle Slides ونماذج Google على أي متصفح ويب أو على أي جهاز محمول مدعوم بويب. يمكن مشاركة المستندات وجداول البيانات الممتدة والعروض التقديمية والاستبيانات والتعليق عليها والتعاون في تحريرها في وقت فعلي. تشمل الميزات الإضافية سجل المراجعة غير المحدود الذي يحتفظ بجميع التغييرات بشكل آمن في مكان واحد، بالإضافة إلى إمكانية الوصول في وضع عدم الاتصال التي تسمح للأشخاص بالعمل على المستندات الخاصة بهم دون الاتصال عبر الإنترنت.
في 25 يونيو 2014، أدخلت Google إمكانية التحرير الأصلي لملفات مايكروسوفت أوفيس إلى تطبيق مستندات وجداول بيانات Google وشرائح Google. كتب الصحفي ماشابل، مرددًا تصريحات مشابهة في مقالات أخرى، «تُتيح شركة Google تطبيقاتها باعتبارها أحد الحلول التي تُمكن الشركات التي تحتاج إلى تحرير ملفات الأوفيس بين الحين والآخر من الوصول إليها بسهولة.» 

### مواقع Google
تم طرح مواقع Google في 28 فبراير 2008؛ حيث تسمح للأشخاص بإنشاء وتحرير صفحات الويب حتى إن لم يكن لديهم معرفة بملفات لغة ترميز النص الفائق أوتصميم مواقع الإنترنت. ويمكن للأشخاص إنشاء مواقع من البداية أو باستخدام نماذج، وتحميل محتوى مثل صور ومقاطع فيديو،  والتحكم في إمكانية الوصول إلى الأذونات باختيار الشخص الذي يمكنه عرض وتحرير كل صفحة.
تم إطلاق مواقع Google كجزء من مجموعة Google Apps المدفوعة، ولكن سرعان ما أصبحت متاحة للمستهلكين أيضًا. يستخدم العملاء من الشركات مواقع Google لإنشاء مواقع للمشروعات وشبكات داخلية للشركات والمواقع المتاحة للوصول إليها.

### تقويم Google
تم تصميم خدمة تقويم Google على الإنترنت لتعمل بشكل متكامل مع تطبيق Gmail، وتم إطلاقها للمستهلكين قي 13 إبريل 2006. وتستخدم هذه الخدمة معيار iCal ؛ وبذلك يمكنها العمل مع تطبيقات التقويم الأخرى.
يعد تقويم Google على الإنترنت أحد التقويمات المتكاملة عبر الإنترنت والقابلة للمشاركة والمصممة خصيصًا للفرق. يمكن للشركات إنشاء تقويمات معينة للفرق ومشاركتها على نطاق الشركة. يمكن تفويض مهمة التقويمات لشخص آخر لإدارة تقويم أو أحداث معينة. يمكن للأشخاص استخدام تقويم Google أيضًا لمعرفة إذا ما كانت غرف الاجتماعات أو المصادر المشتركة فارغة، ومن ثم إضافتهم إلى الأحداث.
يتضمن تقويم Google الميزات المفيدة التالية:
- مشاركة التقويمات مع زملائك ومع أشخاص آخرين للتحقق من مدى توافرها
- جمع تقويمات الزملاء في نافذة واحدة لمعرفة الوقت المتاح فيه جميع الأشخاص
- استخدام تطبيق جهاز الجوال أو جعله متزامنًا مع التطبيق المدمج على أجهزة الجوال.
- نشر التقويمات على الويب ودمجها في مواقع Google.
- إمكانية الترحيل البسيط من Exchange، أو Outlook، أو iCal، أو من ملفات.ics و.csv
- حجز غرف ومصادر مشتركة[52]

### Google Hangouts
في مايو 2013، أعلنت Google عن طرح أداة جديدة للدردشة النصية والصوتية والمرئية لتحل محل خدمات جوجل توك وصوت جوجل وGoogle+ Hangouts. تسمح Google Hangouts لعدد يصل إلى 10 مستخدمين لإصدار المستهلك، وما يصل إلى 15 مستخدمًا لإصدار العمل بإجراء محادثات من جهاز الحاسوب أو جهاز الجوال لديهم. ويمكن للمستخدمين مشاركة الشاشات لديهم وعرضها والعمل على الأشياء معًا. تُتيح خدمة Google Hangouts على الهواء للأشخاص إمكانية البث الحي على Google+ ويوتيوب، ومواقع الويب الخاصة بهم.
يدعم إصدار Hangouts المدرج في Google Apps for Work  ما يصل إلى 15 مشاركًا، ويمكن للمسؤولين اختيار تخصيص Hangouts للأشخاص الموجودين في نفس نطاقك فقط، مما يحد من إمكانية الوصول للمشاركين خارج النطاق.
Hangouts لديه إمكانية تخزين الرسائل على الإنترنت في سحابة Google، كما أنه يُتيح خيار تبديل السجل إذا رغب المستخدمون مغادرة السجل. يُتيح تكامل خدمات Google+ إمكانية حفظ كل صورة يشاركها الأشخاص مع بعضهم البعض في ألبوم خاص مشترك على Google+.
في 30 يوليو 2014، أعلنت Google عن أن جميع عملاء Google Apps سيكون لديهم إمكانية الوصول إلى Hangouts، بما في ذلك العملاء الذين ليس لديهم ملف شخصي على Google+. كما قامت Google بعمل شراكة، لتكامل الخدمات، مع موفرين آخرين لخدمة الدردشة المرئية - مثل شركتي Blue Jeans Network و Intercall.
كما أعلنت Google أيضًا عن تغطية خدمة Hangouts بموجب نفس بنود الخدمة كما هو الحال مع المنتجات الأخرى لGoogle Apps for Work، مثل تطبيق Gmail وDrive. يحصل أيضًا عملاء Google Apps for Work على دعم عبر الهاتف على مدار 24 ساعة في اليوم سبعة أيام في الأسبوع لخدمة Hangouts، وضمان مدة تشغيل تصل إلى 99.9%، وشهادة ISO27001 وSOC 2.
في 19 ديسمبر 2014، أعلنت شركة Google عبر منشور على Google+ استعادة إحدى أكثر الميزات المطلوبة لتطبيق Hangouts على Gmail. يتمتع مسؤولو التطبيقات بإمكانية التحكم في جعل رسائل الحالة مرئية فقط داخليًا.

### Google+
تم إطلاق خدمة الشبكة الاجتماعية لدى Google ،Google+، في 28 يونيو 2011، بدعوة لتكون في المرحلة التجريبية فقط. وصرح المراقبون بأن Google+ تعد أحدث محاولة لشركة Google لتحدي موقع التواصل الاجتماعي العملاق الفيسبوك. وعلى الرغم من أنه منذ ذلك الحين تجاوزت Google+ موقع تويتر لتصبح ثاني أكبر شبكة تواصل اجتماعي بعد موقع الفيسبوك،  إلا أن هذه الخدمة انتُقدت نتيجة لتخييب آمال المستخدمين وفشلها في إنشاء حركة مرور للإحالات.
في 27 أكتوبر 2011، أعلنت Google عن توافر خدمة Google+ لمستخدمي Google Apps في الجامعة والعمل والمنزل.
في 29 أغسطس 2012، أعلنت Google أنها بعد تلقي ملاحظات من العملاء من الشركات المشاركين في أحد البرامج التجريبية، قامت Google بتصميم ميزات Google+ خصيصًا للمؤسسات. وتتضمن هذه الميزات المشاركة الخاصة داخل المؤسسات ووجود أدوات تحكم إدارية تحد من إمكانية الإطلاع على الملفات الشخصية والمنشورات.
في 5 نوفمبر 2013، أضافت Google طبقة أمن إضافية للمجتمعات المقيدة؛ حيث تتيح فقط لأشخاص داخل المؤسسة الإنضمام إليها. لدى المسؤولين خيار إعداد المجتمعات المقيدة افتراضيًا واختيار الوقت الذي يمكن خلاله لأشخاص خارج مؤسسة الانضمام إليها.
 تلقت Google+ باعتبارها إحدى شبكات الأعمال تعليقات متباينة، تبدأ من تمتعها بميزات تساعد على ترويج الشركات الصغيرة عبر الإنترنت،  وشعور الأشخاص بالحيرة تجاه علامتها التجارية،  تؤكد العديد من المقالات المتاحة على الإنترنت أن التواجد على Google+ يساعد الشركات على تصنيف نتائج البحث الخاصة بهم، حيث تقوم Google بترتيب المنشورات والمشاركات التي يتم نشرها على Google+.

### Google Apps Vault
تم الإعلان عن Google Apps Vault في 28 مارس 2012، وهي خدمة تتيح إمكانية الأرشفة والاكتشاف الإلكتروني، ومتاحة حصريًا لعملاء Google Apps. تتيح خدمة Vault للعملاء معرفة بمعرفة رسائل البريد الإلكتروني التي قد تكون ذات صلة بالتقاضي وحفظها. وتساعدهم أيضًا على إدارة بيانات شركاتهم بغرض الاستمرارية والامتثال ولأغراض تنظيمية. اعتبارًا من 25 يونيو 2014، يتمتع عملاء Vault أيضًا من إمكانية البحث في ملفات Google Drive واستعراضها وتصديرها.
يتم اعتبار خدمة Google Apps Vault جزءًا من Drive for Work بمساحة تخزين غير محدودة، وهذه الخدمة متاحة بتكلفة قدرها 10 دولارات لكل مستخدم شهريًا.

## الأسعار
عندما يشترك عملاء محتملون في Google Apps for Work، يحصلون على فترة تجريبية مجانية لمدة 30 يومًا لعدد يصل إلى 10 مستخدمين. وبعد هذه الفترة التجريبية، يكون لديهم إمكانية الخيار إما الاشتراك في خطة سنوية بتكلفة 50 دولارًا لكل مستخدم سنويًا، أو الاشتراك في خطة مرنة بتكلفة 5 دولارات لكل مستخدم شهريًا أو 60 دولارًا سنويًا. وتتم فوترة كلا الخطتين على أساس شهري.
بالنسبة للخطة المرنة، يكون لدى العملاء خيار إضافة مساحة تخزين غير محدودة وخدمة Google Apps Vault بتكلفة إجمالية شهرية 10 دولارات لكل مستخدم. بالنسبة للشركات التي لديها عدد من المستخدمين أقل من 5، فإن أقصى مساحة تخزين تصل إلى 1 تيرابايت.

## الأمن
صرحت شركة Google بعد ملكيتها لبيانات العميل. يتم تخزين البيانات في مراكز البيانات لدى Google، وتكون إمكانية الوصول إليها مقتصرة على مجموعة معينة من الموظفين والمسؤولين. لا تُطلع Google أشخاصًا آخرين على بيانات العميل، ولن تحتفظ بالبيانات إلا في حالة طلب العميل بذلك، كما يمكن للعميل أخذ البيانات في حالة مغادرة Google Apps.
توفر Google Apps عملية أمن المؤسسات والالتزام، بما في ذلك SSAE 16/ISAE 3402 من النوع الثاني، SOC 2-audit، وشهادة ISO 27001، والالتزام بمبادئ خصوصية الملاذ الآمن (Safe Harbor)، ويمكنها دعم المتطلبات الخاصة بالمجال مثل القانون المتعلق بإمكانية نقل التأمين الصحي والمساءلة (HIPAA). تدعي Google دمج إمكانية حظر رسائل السبام في Google Apps مع فحص الفيروسات الداخلية والتحقق من المستندات قبل السماح للمستخدمين بتحميل أي رسالة.
تضمن Google تشفير جميع الملفات التي تم تحميلها على Google Drive، وتشفير جميع رسائل البريد الإلكتروني التي يرسلها أو يستقبلها المستخدمون أثناء الانتقال داخليًا بين مراكز البيانات. في منشور على أحد المدونات، ذكرت Google for Work أنها تقدم التزامات تعاقدية قوية لحماية المعلومات المتعلقة بالعميل وعدم إظهار إعلانات أو إجراء مسح للمعلومات المتعلقة بالعميل من أجل الدعاية.

## الاستخدام
تدعي Google Apps استخدام أكثر من 5 ملايين شركة تطبيقاتها، سواء الإصدار المجاني أو المدفوع. وفقًا لرئيس Google for Work، أميت سينغ، تستخدم نسبة 60% من شركات فورتشين 500 خدمات Google for Work. يختلف العملاء في جميع المجالات حول العالم، بما في ذلك، Uber، و AllSaints، و BuzzFeed، و Design Within Reach، و Virgin، وPwC والمزيد من الشركات. تم إدراج العديد من العملاء المستخدمين للتطبيقات في صفحة عملاء التطبيقات.

## الموزعون والمحالون لدى Google
لدى Google نظام بيئي من الموزعين يساعد العملاء المحتملين على الحصول على التطبيقات وتشغيلها . ويساعد الدليل الإرشادي الخاص بالشركاء العملاء على إيجاد شركاء. في 10 مارس 2014، أطلقت Google أحد برامج الإحالة التي تمنح المحالين مبلغ قدره 15 دولارًا على كل شخص يشترك في التطبيقات. أتيح هذا البرنامج في البداية لأي شخص مقيم في الولايات المتحدة الأمريكية وكندا. توضح التفاصيل الدقيقة لبرنامج الإحالة إمكانية إحالة الأشخاص لعدد غير محدود من العملاء، ولكن يتم منحهم مكافأة فقط على إحالة أول 100 مستخدم من عملاء الإحالة.
في 4 ديسمبر 2014، قدمت شركة Google برنامج Google لشركاء العمل والمؤسسات التعليمية (Google for Work and Education Partner Program)، وهو برنامج يساعد الشركاء على البيع وتقديم الخدمات والتطوير عبر منتجات ومنصات مجموعة Google for Work and Education.

## Google Apps Marketplace
تم إطلاق Google Apps Marketplace في 2010، متجرًا عبر الإنترنت مزودًا بتطبيقات سحابية موجهة للشركات تزيد من أداء Google Apps. يُتيح السوق للمسؤولين تصفح وشراء ونشر التطبيقات السحابية المتكاملة الموجهة للشركات. وهذه السوق متاحة لGoogle Apps وGoogle Apps for Work وGoogle Apps for Education.
كما يمكن أيضًا لمطوري البرامج تطوير التطبيقات المتاحة في السوق وبيع التطبيقات والخدمات في السوق. في 6 مارس 2014، ذكرت Google أن عملاء Google Apps أضافوا ما يزيد عن 200 مليون تثبيت من السوق منذ إطلاق السوق في عام 2010.
في 17 سبتمبر 2014، أصدرت Google منشورًا عبر أحد المدونات يتضمن إمكانية تثبيت الموظفين تطبيقات أخرى من السوق بدون إشراك المسؤولين.

## تعليقات عبر الإنترنت
لقد تلقت Google Apps العديد من التعليقات الإيجابية عبر الإنترنت بمتوسط 4-5 نجوم على مقياس يتكون من 5 نجوم. تُثني التعليقات على Google Apps لسعرها التنافسي ولشمولية حزمة التطبيقات التي تقدمها ولسهولة إعدادها ولجودة عملها في جميع الأجهزة. وأشارت بعض التعليقات السلبية إلى أن Google Apps والعروض التقديمية لـ Google ومستندات Google تفتقر نفس مستوى الميزات التي توفر مستندات ذات مظهر احترافي متاحة في تنسيق باوربوينت ومايكروسوفت ورد.

## قسم المنتجات المنافسة
إن المنافس الرئيسي لحزمة Google Apps هو مايكروسوفت أوفيس 365 -منتج سحابي لمايكروسوفت مخصص للشركات، ويتضمن منتجات مماثلة. ويختلف المعلقون عبر الإنترنت حسب المنتج الأفضل. أشارت التعليقات إلى تشابه Google Apps ومايكروسوفت أوفيس 365 في التصنيفات واختلافهما في الميزات.
وتتمثل الاختلافات الرئيسية في خطط الأسعار ومساحة التخزين وعدد الميزات. يميل مايكروسوفت أوفيس 365 إلى أنه مزود بعدد أكبر من الميزات عن Google Apps، ولكن العديد من هذه الميزات لا يتم استخدامها. لا تنشر شركة Google أرقام الأيرادات والمستخدمين، مما جعل مقارنة نجاح Google Apps بمايكروسوفت أوفيس أمرًا صعبًا بالنسبة للمعلقين. اعتبارًا من أكتوبر 2014، كان عدد عملاء مايكروسوفت المستخدمين لمنتج أوفيس 365 هو 7 ملايين عميل، ثم ازداد عدد العملاء بنسبة 25% في الربع الأخير. كما أعلنت مايكروسوفت عن منحها مساحة تخزين غير محدودة للعملاء الذين يقومون بشراء الإصدار السحابي من مايكروسوفت 365.
لا بوجد في الوقت الحالي أي منتج جديد يتنافس مع حزمة Google Apps، وذلك لأن تكلفة التنافس على منتج واحد، مثل البريد الإلكتروني، مرتفعة للغاية وفرصة الحصول على إيرادات صعبة.
مع منتج SKU الجديد لـ Google Apps، تطبيقات مزودة بمساحة تخزين غير محدودة وخدمة Vault، جذبت Google Apps منتجات منافسة جديدة، مثل Box، وDropbox، وOneDrive  f

## المنتجات ذات الصلة
إن Google Apps for Work هي جزء من العديد من المنتجات الأخرى ضمن منتجات Google for Work. وتضمن Google Cloud Platform، وGoogle Search for Work، وGoogle Maps for Work، وGoogle Chrome for Work.

## وصلات خارجية
- الموقع الرسمي